# Gunilla Svärd
Gunilla Svärd, född 26 mars 1970, är en svensk orienterare. Hon tävlar för IF Thor men hennes moderklubb är OK Måsen i Oxelösund. Hon är lärare och teamansvarig för orienteringsdelen på Celsiusskolan i Uppsala. Hon har tre döttrar födda 2000, 2005 och 2008.

## Meriter
- VM-guld stafett (1997 och 2004)
- VM-silver stafett (2001 och 2003)
- VM-brons kortdistans (2001)
- VM-brons stafett (1999)
- EM-guld stafett (2004)
- EM-guld medeldistans (2002)
- Vann världscupen (1996)
- 29 SM-medaljer